# Lulwa Al Awadhi
Lulwa Al Awadhi es una defensora de los derechos humanos de Baréin y la Secretaria General del Consejo Supremo para las Mujeres, la principal organización de mujeres de ese país.
También estuvo al frente de la campaña del Consejo para que el parlamento debata la ley de Status Personal para proteger los derechos de las mujeres en temas de divorcio y herencia. Esta tarea derivó en conflictos con los islámicos que prometieron "sangre en las calles" si las mujeres obtenían estos derechos. Ella fue una de las pocas políticas de Baréin en desafiar en forma directa a los islámicos, diciendo que ellos no respetaban los derechos de las mujeres personalizando las confrontaciones en lugar de participar en el debate.
Sin embargo tuvo cuidado de mantener el debate en las leyes propuestas en términos religiosos, según ella le dijo a Gulf News:

Fui la primera abogada y abogada bahreiní en darse cuenta de que en los años setenta existía una diferencia entre los dictámenes religiosos y lo que se está implementando.

Ella ha sido clave en la elaboración de la estrategia del Consejo Supremo para ayudar a las candidatas a participar en la elección de 2006. Desde 2002, las mujeres tienen derecho a votar y participar en elecciones parlamentarias y locales, y Al Awardhi ha instado a las mujeres a utilizar plenamente sus derechos: "Las mujeres deben poder identificar todas las disposiciones pertinentes de la Constitución y los medios para ejercer sus derechos políticos.
Los antecedentes de Al Awadhi están en la ley, y junto con Haya Rashed Al Khalifa (quien posteriormente se convirtió en Presidenta de la Asamblea General de las Naciones Unidas), se convirtió en una de las dos primeras abogadas en el decenio de 1970.